# Brunnera orientalis
Brunnera orientalis är en strävbladig växtart som först beskrevs av Joseph August Schenk, och fick sitt nu gällande namn av Ivan Murray Johnston. Brunnera orientalis ingår i släktet brunneror, och familjen strävbladiga växter. Inga underarter finns listade i Catalogue of Life.

## Bildgalleri

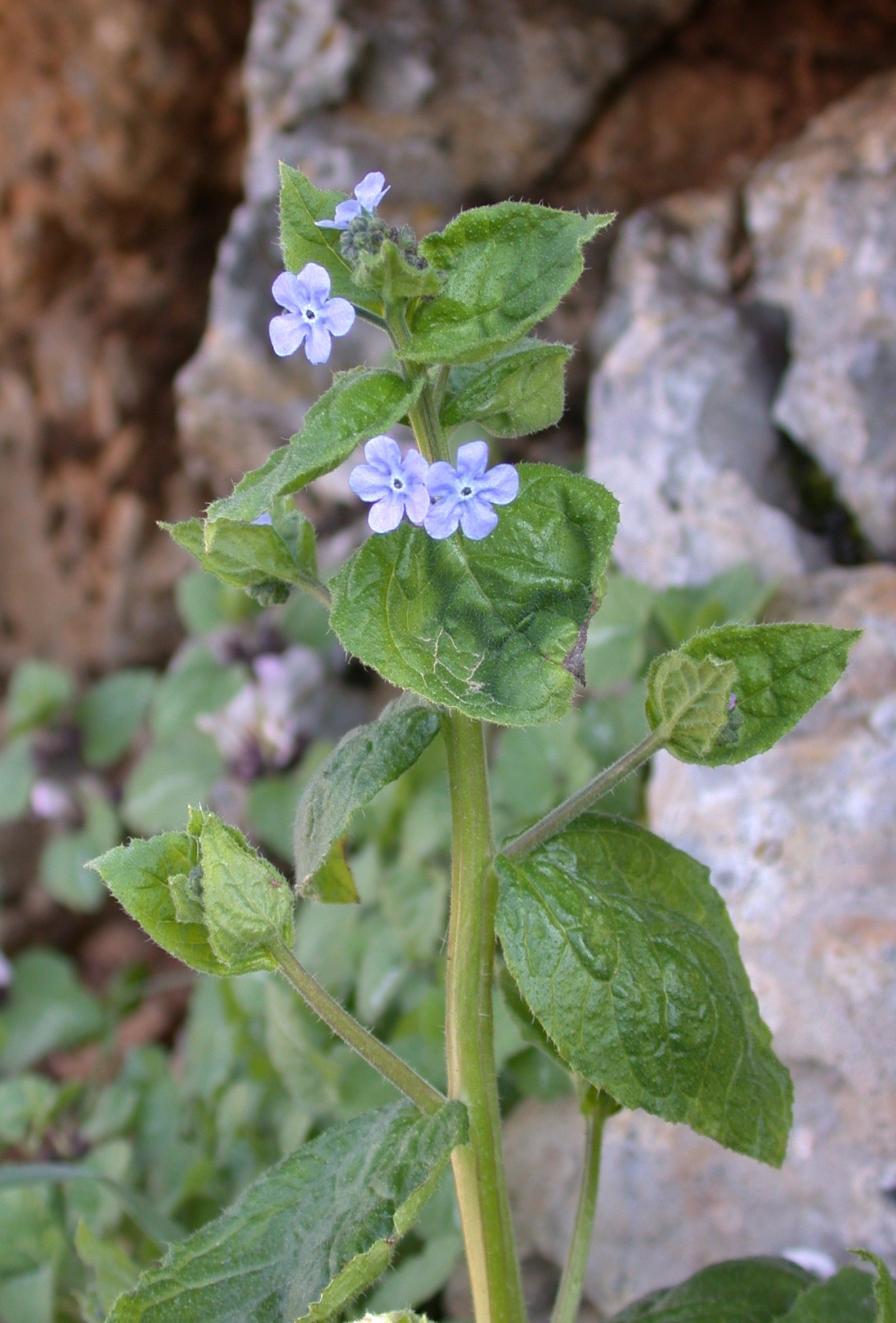